# Giacomo Curreno
Giacomo Lodovico Giuseppe Francesco Michele Curreno (Torino, 15 febbraio 1868 – Narzole, 4 agosto 1923) è stato un avvocato e politico italiano.

## Biografia
Laureato a Torino, è stato sindaco di Carrù e consigliere provinciale di Cuneo. Deputato per tre legislature, nominato senatore a vita nel 1920.